# VW EA839
Der VW EA839 (EA = Entwicklungsauftrag) ist eine Ottomotoren-Baureihe der Volkswagen AG, die federführend von Audi entwickelt wurde. Die Baureihe umfasst Sechszylinder-V-Motoren und wird seit 2016 in verschiedenen Fahrzeugen des Volkswagen-Konzerns eingesetzt. Produziert werden die Motoren bei der Audi Hungaria Zrt. in Győr.
Die 3,0-l-Motoren (3.0 TFSI) verfügen über einen Turbolader, die 2,9-l-Motoren (2.9 TFSI) über zwei Turbolader (Biturbo). Alle Motoren verfügen über eine Benzin-Direkteinspritzung.

## Technik
Der 3.0-TFSI-Motor wird in Teilen des Motorkennfelds im sogenannten Miller-Zyklus betrieben. Dies bedeutet, dass die Einlassventile schließen, deutlich bevor der Kolben seinen unteren Totpunkt erreicht, wodurch künstlich ein kleineres Hubvolumen erzeugt wird bzw. die effektive Kompressionsphase später als in einem konventionellen Motor beginnt. Im Vergleich zur Kompressionsphase ist die Expansionsphase verlängert, durch die längere Expansion des Gases steigt der Wirkungsgrad.

### Grundmotor
Der Hubraum des 3.0-TFSI-Sechszylinder-V-Motors beträgt 2995 cm³ mit einer Bohrung von 84,5 mm und einem Hub von 89,0 mm, bei einem Zylinderabstand von 93 mm. Das geometrische Verdichtungsverhältnis beträgt 11,2:1. Der V-Winkel des Motors beträgt 90 Grad. Das Kurbelgehäuse wird im Sandgussverfahren aus einer Aluminium-Silizium-Legierung hergestellt.  Insgesamt wiegt der Motor 172 kg.
Der 2,9-l-Motor ist unmittelbar vom 3,0-l-Motor abgeleitet. Die Hubraumreduzierung auf 2894 cm³ erfolgt durch eine Verkürzung des Hubs um 3 mm auf nun 86,0 mm. Eine weitere Änderung betrifft die Kurbelwellen-Hauptlager, die aufgrund der höheren Belastung einen 2 mm größeren Durchmesser aufweisen.

### Ventiltrieb
Die Steuerung des Ladungswechsels erfolgt über vier Ventile pro Zylinder (Vierventiltechnik) und insgesamt vier obenliegende, von einer Steuerkette angetriebene Nockenwellen. Dabei treibt die Kurbelwelle zunächst über Zahnräder die Ausgleichswelle an, die im V der Zylinderbänke sitzt. Die wälzgelagerte Ausgleichswelle ist nun über Ketten mit den vier Nockenwellenrädern verbunden. Diese sind trioval (leicht dreieckig) geformt, um Kraftspitzen auszugleichen und einen harmonischen Motorenlauf zu gewährleisten.
Die Motoren verfügen über eine stufenlose Verstellung der Einlass- und der Auslassnockenwelle mittels hydraulischer Phasensteller, der maximale Verstellwinkel beträgt 50 Grad Kurbelwinkel. Zusätzlich verfügen die Motoren über das sogenannte Audi valvelift system (AVS), d. h. eine zweistufige Hubumschaltung der Einlassventile. Bei höherer Last wird auf ein anderes Nockenprofil umgeschaltet, wodurch sich der Hub der Einlassventile von 6 mm auf 10 mm erhöht und zugleich die Öffnungsdauer der Einlassventile von 130 auf 180 Grad Kurbelwinkel zunimmt. Diese Maßnahmen ermöglichen eine verbesserte Zylinderfüllung.

### Aufladung und Abgas
Der 3.0-TFSI-Motor verfügt über einen Abgasturbolader (Monoturbo), der nach dem Twinscroll-Prinzip arbeitet. Der Turbolader befindet sich im Innen-V der Zylinderbänke; d. h., die Abgasseite liegt innen und die Ansaugseite außen. Hierdurch werden eine kompakte Bauweise des Motors ermöglicht und die Gaslaufwege kurz gehalten. Der maximale Ladedruck des Motors beträgt 2,5 bar (absolut).
Der 2.9-TFSI-Motor hingegen verfügt über zwei Turbolader (Biturbo), von denen jeder mit den Abgasen einer Zylinderbank beaufschlagt wird. Auch beim 2.9 TFSI liegt die Abgasseite im Innen-V. Der maximale Ladedruck des Motors beträgt ebenfalls 2,5 bar (absolut).
Bei beiden Motoren ist der Abgaskrümmer in den Zylinderkopf integriert und wird vom Kühlmittel umspült, wodurch eine schnellere Aufheizung des Motors ermöglicht wird und andererseits die Abgastemperatur gesenkt werden kann. Hierdurch kann bei Volllast der Verbrauch verringert werden, da weniger stark angefettet werden muss. Alle Motoren verfügen über einen motornahen Drei-Wege-Katalysator.

### Kühlung
Das Kurbelgehäuse und der Zylinderkopf verfügen über getrennte Kühlkreisläufe (Split-Cooling). Beim Kaltstart bleibt die Kühlmittelpumpe zunächst komplett ausgeschaltet. Erst wenn die Betriebstemperatur des Zylinderkopfes erreicht wird, schaltet die Kühlmittelpumpe den Wasserkreislauf durch den kompletten Zylinderkopf ein. Der Kühlkreislauf des Kurbelgehäuses wird erst dann eingebunden, wenn das Kühlmittel im Kurbelgehäuse seine Grenztemperatur erreicht hat.

### Sonstiges
Die Motoren verfügen über eine vollvariabel geregelte Ölpumpe. Die Kraftstoff-Hochdruckpumpe erzeugt einen Einspritzdruck von 250 bar.

## Varianten

### 2,9-l-Sechszylinder (EA839 LK3 mit/ohne OPF)
| Hersteller                                                                        | Baureihe                                  | Bauzeitraum  |
| --------------------------------------------------------------------------------- | ----------------------------------------- | ------------ |
| Leistung: 243 kW (330 PS) bei 5250–6500/min, Drehmoment: 450 Nm bei 1750–5000/min |                                           |              |
| Porsche                                                                           | Porsche Panamera II (Downchip)            | seit 08/2020 |
| Leistung: 324 kW (440 PS) bei 5650–6600/min, Drehmoment: 550 Nm bei 1750–5500/min |                                           |              |
| Porsche                                                                           | Porsche Panamera II                       | seit 11/2016 |
| Porsche                                                                           | Porsche Cayenne III                       | seit 08/2017 |
| Porsche                                                                           | Porsche Macan                             | seit 08/2019 |
| Leistung: 331 kW (450 PS) bei 5700–6700/min, Drehmoment: 600 Nm bei 1900–5000/min |                                           |              |
| Audi                                                                              | Audi RS4 B9                               | seit 11/2017 |
| Audi                                                                              | Audi RS5 F5                               | seit 06/2017 |
| Audi                                                                              | Audi S6 C8                                | seit 07/2019 |
| Audi                                                                              | Audi S7 C8                                | seit 07/2019 |
| Leistung: 346 kW (470 PS) bei 5700/min, Drehmoment: 600 Nm bei 2000/min           |                                           |              |
| Audi                                                                              | Audi RS4 B9 Avant edition 25 Years        | ab 06/2024   |
| Audi                                                                              | Audi RS5 F5 Sportback Performance Edition | ab 06/2024   |

### 3,0-l-Sechszylinder (EA839 LK2 mit/ohne OPF)
| Hersteller                                                                              | Baureihe                   | Bauzeitraum  |
| --------------------------------------------------------------------------------------- | -------------------------- | ------------ |
| Leistung: 243 kW (330 PS) bei 5400–6400/min, Drehmoment: 450 Nm bei 1340–4900/min       |                            |              |
| Porsche                                                                                 | Porsche Panamera II        | seit 11/2016 |
| DLZA: Leistung: 250 kW (340 PS) bei 5000–6400/min, Drehmoment: 500 Nm bei 1370–4500/min |                            |              |
| Audi                                                                                    | Audi A6 C8                 | seit 01/2019 |
| Audi                                                                                    | Audi A6 allroad quattro C8 | seit 09/2019 |
| Audi                                                                                    | Audi A7 C8                 | seit 02/2018 |
| Audi                                                                                    | Audi A8 D5                 | seit 09/2017 |
| Audi                                                                                    | Audi Q7                    | seit 09/2019 |
| Audi                                                                                    | Audi Q8                    | seit 02/2019 |
| Leistung: 250 kW (340 PS) bei 5300–6400/min, Drehmoment: 450 Nm bei 1340–5300/min       |                            |              |
| Porsche                                                                                 | Porsche Cayenne III        | seit 08/2017 |
| Volkswagen                                                                              | VW Touareg III             | ab 04/2018   |
| Leistung: 260 kW (354 PS) bei 5400–6400/min, Drehmoment: 500 Nm bei 1370–4500/min       |                            |              |
| Audi                                                                                    | Audi S4 B9                 | seit 11/2016 |
| Audi                                                                                    | Audi S5 F5                 | seit 07/2016 |
| Audi                                                                                    | Audi SQ5 FY                | seit 06/2017 |
| Porsche                                                                                 | Porsche Macan              | seit 12/2018 |